# Amo (pesca)

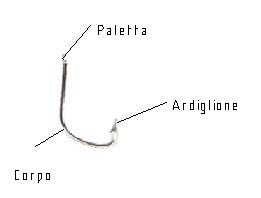
Struttura dell'amo

Nella pesca, l'amo è un uncino di diverse dimensioni e forme usato per catturare specie marine. È formato da tre parti:
- Paletta: è la parte sulla quale viene legata la lenza. Può essere pure forata per determinati tipi di pesca.
- Corpo: è il ricurvamento dell'uncino. Può essere diritto, curvato o doppio per determinate esche e pesci.
- Ardiglione: è la parte che ha il compito di trattenere il pesce, restando incastrata nei tessuti, in genere all'interno della bocca. Per alcuni tipi di pesca, ad esempio nella Catch & Release, si usano ami senza ardiglione, che permettono il rilascio del pesce senza che esso subisca lesioni pericolose.

L'uso dell'amo è chiaramente molto importante nella pesca per questo ne esistono diversi tipi: dall'amo che non lascia andare la preda che abbocca a quello che invece, senza l'ardiglione, facilita la penetrazione e quindi la ferrata sarà sicura ma più difficile la cattura.
Un particolare tipo di amo è l'ancoretta che possiede tre corpi e tre ardiglioni. È usata per la pesca di esemplari di una certa dimensione, ed è spesso abbinata al cucchiaino.
L'amo è legato ad uno spezzone di lenza più sottile detto terminale e raccordato alla madre lenza dalla girella.
Gli ami si possono reperire sciolti o legati; la legatura è effettuabile a mano o mediante dispositivi semi-automatici.

## Storia
L'amo da pesca (o un dispositivo simile) è stato realizzato dall'uomo per molte migliaia di anni. Gli ami da pesca più antichi del mondo (fatti con gusci di lumache di mare) sono stati scoperti nella grotta di Sakitari nell'isola di Okinawa datata tra 22.380 e 22.770 anni. Sono più antichi degli ami da pesca della grotta di Jerimalai a Timor Est datati tra 23.000 e 16.000 anni, e della Nuova Irlanda in Papua Nuova Guinea datati tra 20.000 e 18.000 anni.
I primi ami da pesca nelle Americhe, risalenti a circa 11.000 anni fa, sono stati segnalati dall'isola di Cedros sulla costa occidentale del Messico ed erano fatti di conchiglie. Esse fornivano un materiale comune per gli ami da pesca trovati in diverse parti del mondo, con le forme degli esemplari preistorici di ami da pesca che venivano occasionalmente confrontate per determinare se fornissero informazioni sulla migrazione delle persone nelle Americhe.
Un primo riferimento scritto a un amo da pesca si trova in riferimento al Leviatano nel Libro di Giobbe 41:1 in cui si legge "Puoi tirare fuori il leviatano con un gancio?" (anche tradotto con "uncino"). Gli ami da pesca sono stati realizzati con tutti i tipi di materiali, inclusi legno, ossa di animali e umane, corno, conchiglie, pietra, bronzo, ferro. In molti casi, i ganci sono stati creati da più materiali per sfruttare la forza e le caratteristiche positive di ciascun materiale. I norvegesi fino agli anni '50 usavano ancora legno di ginepro per fabbricare ganci per la pesca del Bottatrice.

### Tipologie[15][16]
- Ami a paletta
- Ami a occhiello
- Amo senza ardiglione
- Amo con ardiglione
- Amo Aberdeen
- Amo beck
- Amo circle
- Amo crystal
- Amo Limerick
- Amo Live Bait
- Amo svergolato
- Amo uptide
- Ami doppi e ancorette
- Amo o’shaughnessy

## Galleria d'immagini

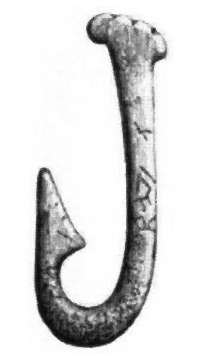
Amo da pesca dell'età della pietra in osso
Amo da pesca egizio in bronzo
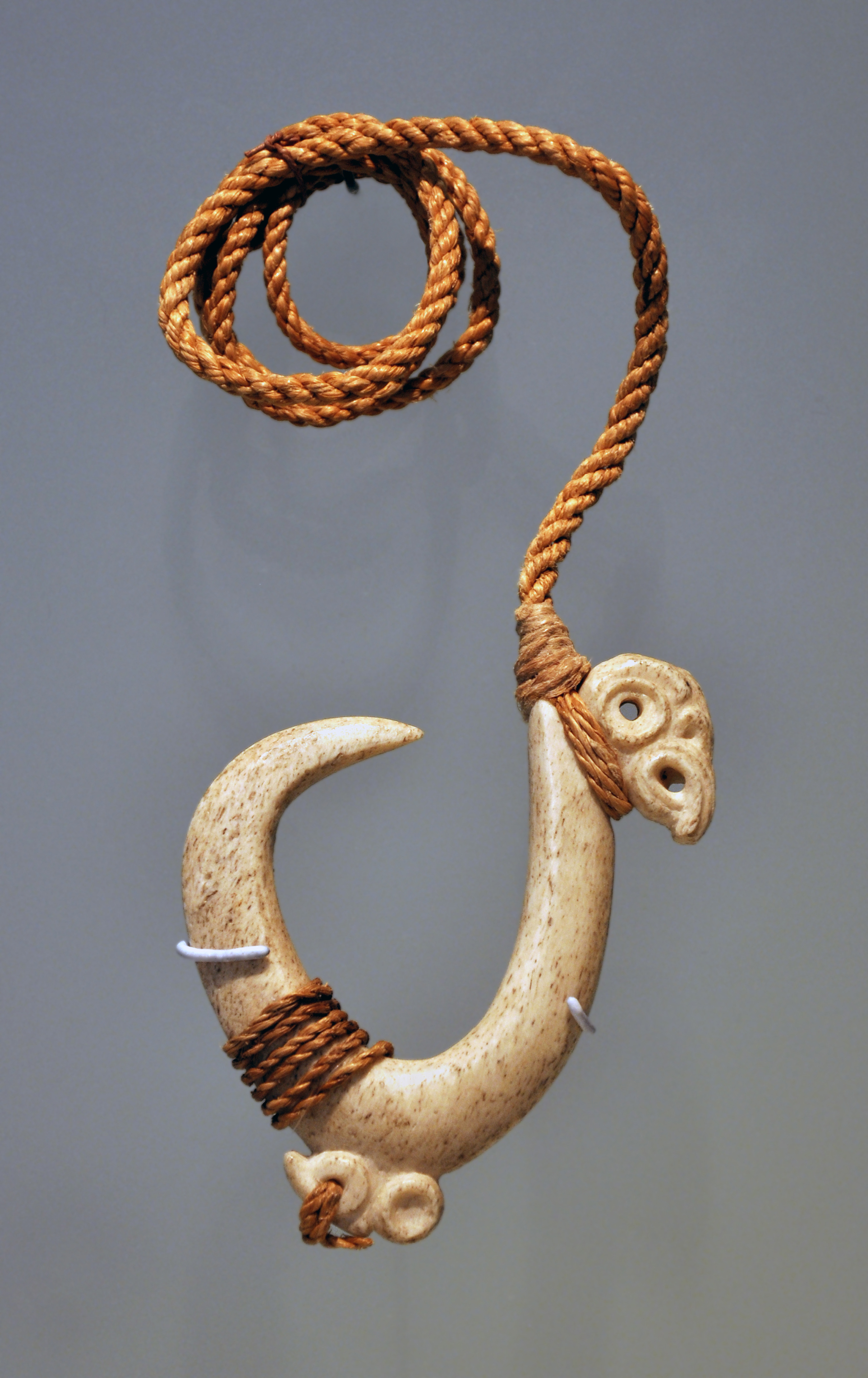
Amo da pesca in osso tradizionale dei Maori della Nuova Zelanda
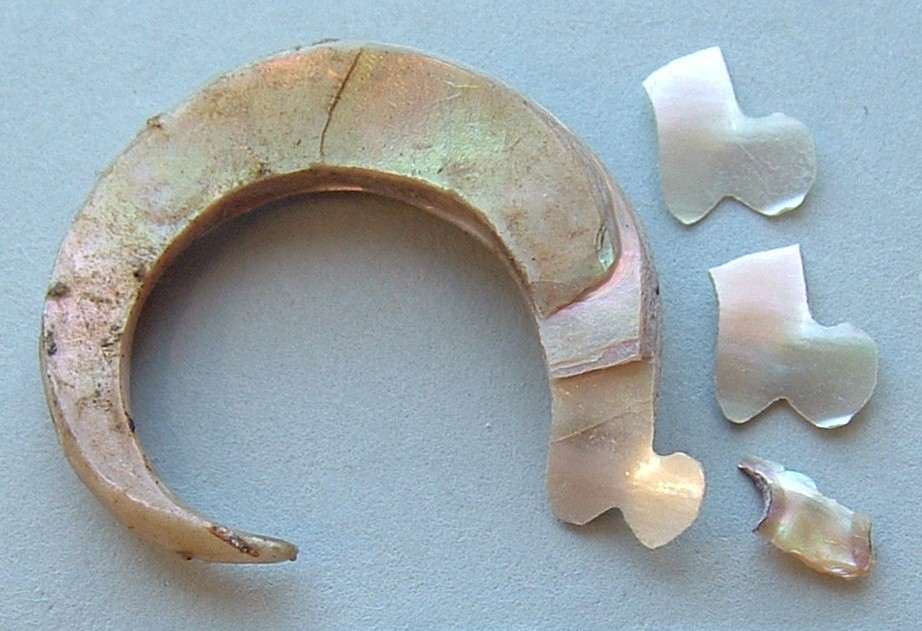
Amo da pesca a conchiglia dei nativi americani dalla California. Museo di Auckland
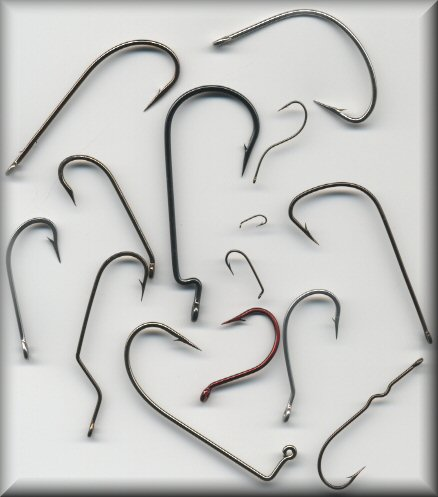
Una varietà di ami da pesca
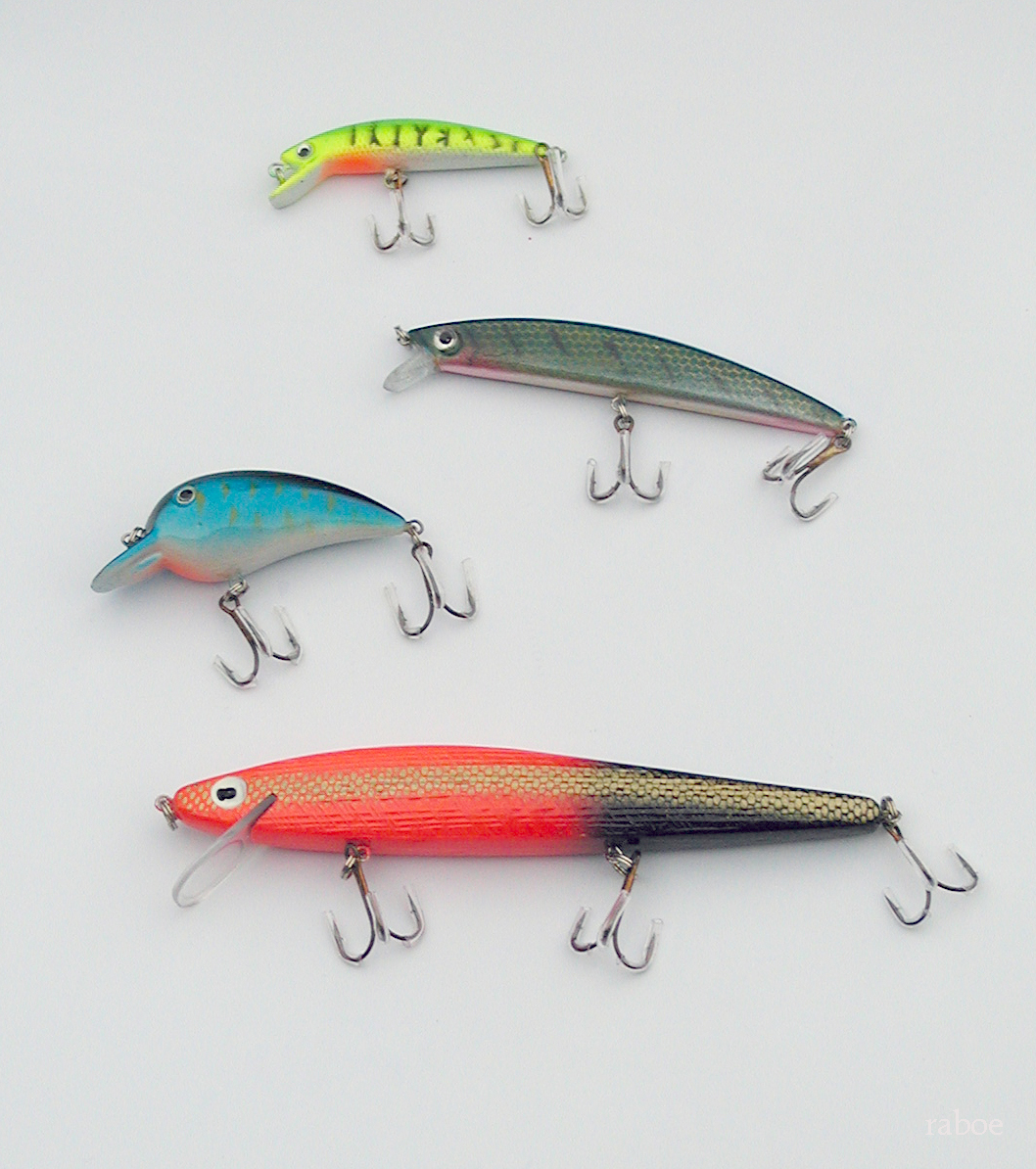
Ami da pesca attaccati ad esche artificiali
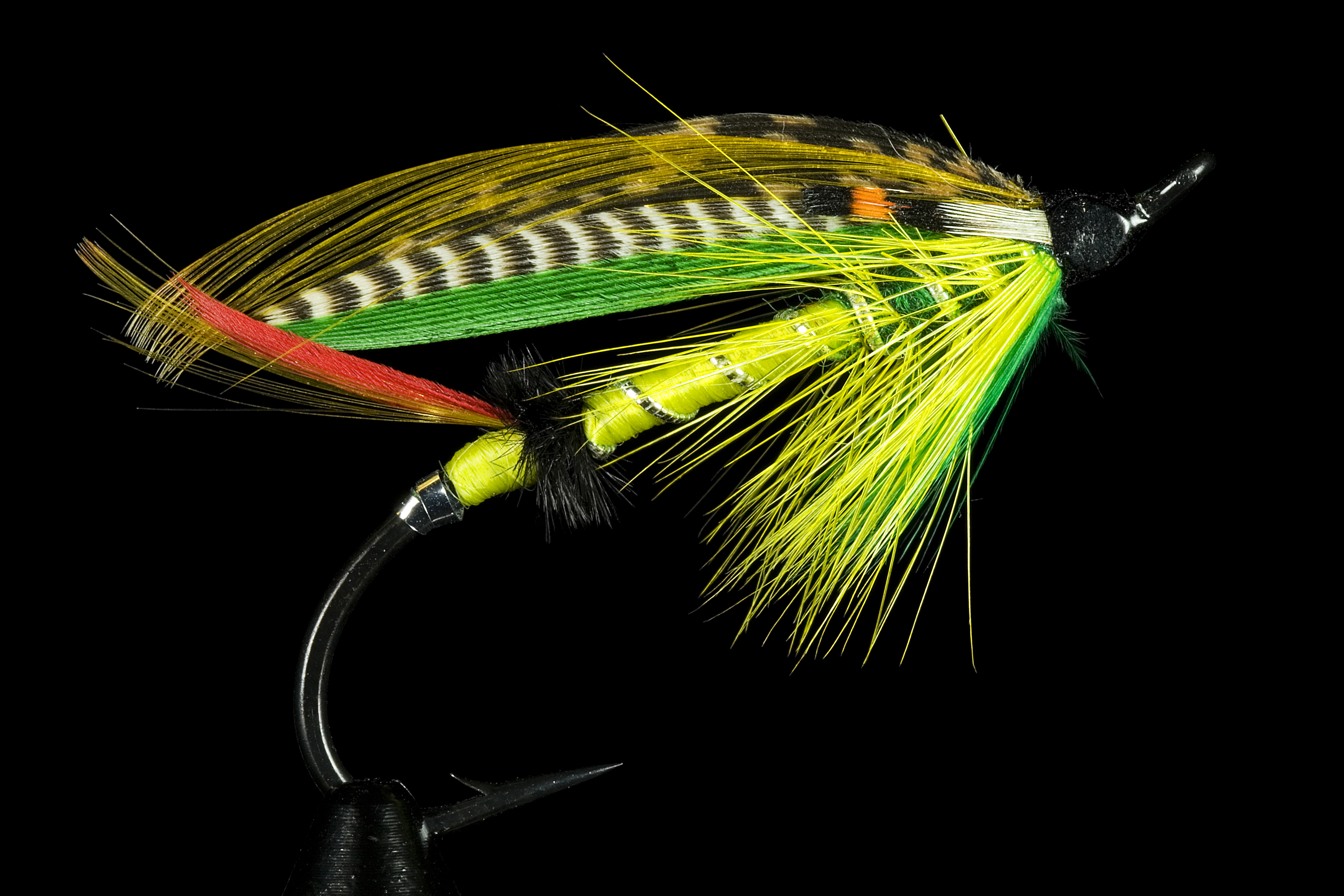
Un amo Salmon Fly come base per un Green Highlander